# Fotonovela (álbum)
Fotonovela es el primer álbum de estudio de la cantante Tata Golosa, autora del famoso "Micromanía", quien después de sacar tres sencillos ha publicó un disco en 2009.

## Lista de canciones
| N.º | Título                                     | Duración |  |
| 1.  | «Fotonovela» (Cover de Iván)               | 4:03     |  |
| 2.  | «Yo te siento así» (Cover de GEM)          | 3:18     |  |
| 3.  | «El baile de Tata»                         | 3:32     |  |
| 4.  | «Micromanía» (Original Mix)                | 5:16     |  |
| 5.  | «Baila el Chiki Chiki»                     | 3:02     |  |
| 6.  | «Mentirosa»                                | 4:28     |  |
| 7.  | «Noche Loca»                               | 4:45     |  |
| 8.  | «Back to Valencia»                         | 6:37     |  |
| 9.  | «Micromanía» (2009 remix)                  | 3:46     |  |
| 10. | «La Pastilla» (Tribal mix)                 | 4:27     |  |
| 11. | «Vuelta tribal»                            | 4:07     |  |
| 12. | «Bailando»                                 | 3:53     |  |
| 13. | «Gusta más»                                | 4:55     |  |
| 14. | «Micromanía» (Bonus Track Javi Boss remix) | 5:36     |  |
| 15. | «Fotonovela» (Bonus Track Tankamomo 80's)  | 4:00     |  |
| 16. | «Fotonovela» (Bonus Track Dance 69 Mix)    | 4:44     |  |

## Sencillos
- «Fotonovela»